# Vellozia verruculosa
Vellozia verruculosa là một loài thực vật có hoa trong họ Velloziaceae. Loài này được Mart. miêu tả khoa học đầu tiên năm 1829.